# Anadolu Efes S.K.
Anadolu Efes Spor Kulübü (în română: Clubul Sportiv Anadolu Efes), fosta Efes Pilsen, este un club profesionist de baschet din Istanbul, Turcia. Este cel mai de succes club din istoria Super Ligii Turce de Baschet, câștigând această competiție de 13 ori.
Arena pe care își desfășoară meciurile pe teren propriu este Abdi İpekçi Arena din Istanbul, care are o capacitate de 12.500 de locuri. Echipa concurează în Super Liga Turcă de Baschet și în Euroligă.

## Istoria
Clubul a fost înființat în 1976 ca Efes Pilsen SK prin preluarea clubului turc din a doua divizie Kadıköyspor, care avea mari probleme financiare. Sponsorul său inițial a fost Efes Pilsen, o filială a grupului Anadolu. În 1978 a câștigat campionatul diviziei secunde fiind neînvinsă, obținând astfel promovarea în prima divizie unde joacă din acel an. În primul său sezon în prima divizie (1978-1979), Efes Pilsen S.K. a câștigat titlul, devenind imediat unul din cele mai importante cluburi din țară.
După ce a terminat a doua în Cupa Europeană FIBA 1992-1993 (Cupa Saporta), Efes Pilsen S.K. a câștigat Cupa Korać 1995-1996, devenind primul club turc care obține un titlu european în orice sport de echipă. Efes Pilsen S.K. (redenumită mai târziu Anadolu Efes S.K.) a făcut parte din Euroligă, ajungând în Final Four în 2000, precum și în cel din FIBA SuproLeague 2000-2001, terminând pe locul 3 în ambele ocazii.
În 2011, clubul și-a schimbat numele în Anadolu Efes S.K. după ce TAPDK (Autoritatea de reglementare a pieței de alcool și tutun) din Turcia a interzis publicitatea la tutun și alcool produse în cadrul organizațiilor sportive.
Anadolu Efes este remarcată pentru programul său pentru tineret, în cadrul căruia au fost pregătiți jucători de baschet de renume din Turcia, cum ar fi jucătorii din NBA Hedo Türkoğlu și Cenk Akyol sau fostul jucător din NBA Mirsad Türkcan.

## Palmares

### Național
Campionatul Turciei
- Titluri (13) (record): 1979, 1983, 1984, 1992, 1993, 1994, 1996, 1997, 2002, 2003, 2004, 2005, 2009

Cupa Turciei
- Titluri (10) (record): 1994, 1996, 1997, 1998, 2001, 2002, 2006, 2007, 2009, 2015

Cupa Președintelui
- Titluri (10) (record): 1986, 1992, 1993, 1996, 1998, 2000, 2006, 2009, 2010, 2015

### European
Euroliga
- Titluri (2): 2021, 2022
- locul 2 (1): 2019
- locul 3 (2): 2000, 2001

Cupa Saporta
- locul 2 (1): 1993

Cupa Korać
- Titluri (1): 1996